# Michel Peiry
Michel Peiry (* 28. Februar 1959) ist ein Schweizer Serienmörder.
Der auch als „Sadist von Romont“ bezeichnete Michel Peiry hat gestanden, zwischen 1981 und 1987 mindestens fünf Jugendliche getötet und weitere gefoltert zu haben. Er wurde am 31. Oktober 1989 zu lebenslanger Haft verurteilt.
2002 stellte er einen Antrag auf vorzeitige Entlassung, was nach Schweizer Strafrecht bereits nach zehn Jahren möglich ist. Die zuständige Behörde des Kantons Wallis lehnte jedoch ab. Damit muss Peiry mindestens zehn weitere Jahre in Haft verbringen, bevor über seinen Antrag erneut entschieden wird.